# سباق التسلح البحري بالدريدنوت في أمريكا الجنوبية

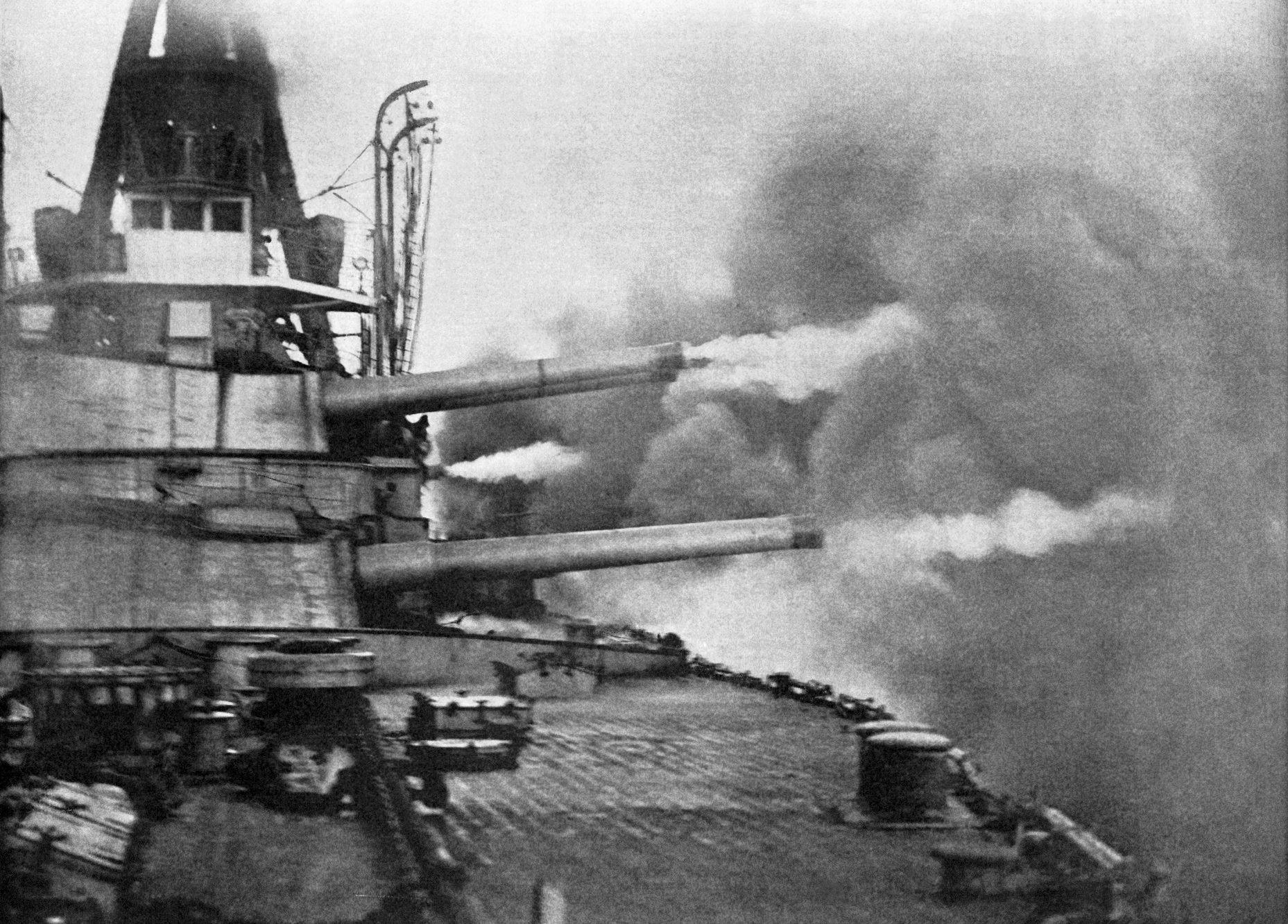

بدأ سباق التسلّح البحري بين الأرجنتين والبرازيل وتشيلي -أقوى الدول وأكثرها ثراءً في أمريكا الجنوبية- في أوائل القرن العشرين عندما طلبت الحكومة البرازيلية ثلاث سفن دريدنوت، وسفن حربية هائلة فاقت قدراتها قدرات السفن الأقدم في أساطيل بحرية دول العالم.
في عام 1904، وجدت البحرية البرازيلية نفسها وراء منافستيها الأرجنتينية والتشيلية من حيث الجودة والحجم؛ إذ طلبت عددًا قليلّا من السفن منذ سقوط النظام الملكي البرازيلي في عام 1889، في حين أن الأرجنتين والتشيلي كانتا قد اختتمتا للتو سباق تسلّح بحري دام خمسة عشر عامًا أشبع أسطوليهما بالسفن الحربية الحديثة. كان الطلب المتزايد على القهوة والمطاط يضخّ زيادةً كبيرة في إيرادات الحكومة البرازيلية، وصوّت المجلس التشريعي في البلاد على تخصيص بعض العائدات لمعالجة هذا الخلل في التوازن البحري. لقد اعتقدوا أن إرساء قوّات بحرية قويّة سوف يلعب دورًا أساسيًا في تحويل البلاد إلى قوّةٍ دولية.
طلبت الحكومة البرازيلية ثلاث سفن حربية صغيرة من المملكة المتحدة في أواخر عام 1905، لكن ظهور السفينة الحربية البريطانية الثورية إتش إم إس دريدنوت HMS في عام 1906 ألغى هذه الخطط بسرعة. بدلاً من ذلك، طلب البرازيليون ثلاث دريدنوت من طراز ميناس غيرايس -السفن الحربية التي ستكون السفن الأقوى في العالم فيما بعد، ومن النوع الذي سرعان ما أصبح مقياسًا للهيبة الدولية، على غرار الأسلحة النووية في منتصف القرن العشرين. لفت هذا الإجراء انتباه العالم على الدولة الصاعدة حديثًا: فقد شعر الصحفيون والسياسيون في القوى العظمى بالقلق من احتمال بيع البرازيل للسفن إلى دولة مُحاربة، بينما ألغت الحكومتان الأرجنتينية والتشيلية على الفور اتفاقهما الخاص بالحدّ من الأسلحة البحرية وطلبت كل منهما سفن دريدنوت (من طراز الريفادافيا والميرانته لاتوريه، على التوالي).
في هذه الأثناء، واجهت الدريدنوت الثالثة للبرازيل قدرًا كبيرًا من المعارضة السياسية بعد الانكماش الاقتصادي والتمرّد البحري: إذ تمرّد طواقم كل من بوارجهم الجديدة، إلى جانب طواقم العديد من السفن الحربية الأصغر، وهددوا بقصف ريو دي جانيرو إذا لم يُوضع حدٌّ لما أسموه ‹‹العبودية›› التي تُمارسها البحرية البرازيلية. على الرغم من هذه الضغوطات، نجحت شركة بناء السفن آرمسارونغ ويتمان في إلزام البرازيليين على الوفاء بالتزاماتهم التعاقدية. توقّف بناء السفينة الجديدة، التي تحمل اسم ريو دي جانيرو، عدّة مرات بسبب التغييرات المتكرّرة في التصميم. انهارت فترات ازدهار القهوة والمطاط في البرازيل بعد فترةٍ وجيزة. وبسبب قلقهم من أن سفنهم قد تتفوّق عليها سفن دريدنوت أكثر تطوّرًا، لجأوا إلى بيع السفينة التي لم يكتمل بناؤها إلى الدولة العثمانية في ديسمبر 1913.
أنهت الحرب العالمية الأولى سباق التسلّح البحري، حيث وجدت بلدان أمريكا الجنوبية نفسها غير قادرة على شراء سفنٍ حربية إضافية. طلبت الحكومة البرازيلية سفينة حربية جديدة، رياتشيلو، في مايو 1914، لكن النزاع ألغى إتمام عملية شراء السفينة فعليّا. اشترى البريطانيون البارجتين التشيليتين قبل اكتمالهما؛ اشترت التشيلي واحدة منهما في عام 1920. نجت سفينتا الدريدنوت في الأرجنتين من ذات المصير، بعد أن جرى بناؤهما في الولايات المتحدة المحايدة، وكُلفتا بين عام 1914 و1915. على الرغم من أن العديد من خطط التوسّع البحرية لدول أمريكا الجنوبية بعد الحرب دعت إلى استخدام سفن الدريدنوت، إلا أنه لم يجر إنشاء أي وحداتٍ إضافية.

## خلفية الأحداث: التنافس البحري والثورات وتصدير المحاصيل

### سباق التسلّح الأرجنتيني التشيلي
تسبّب الصراع بين الأرجنتين والتشيلي على باتاغونيا، التي تقع في أقصى جنوب أمريكا الجنوبية، في توتّر العلاقات بين البلدين منذ أربعينيات القرن التاسع عشر. تصاعد هذا التوتّر في عامي 1872 و1878، عندما استولت سفنٌ حربية تشيلية على سفنٍ تجارية كان مرخّصٌ لها العمل في المنطقة المتنازع عليها من قبل الحكومة الأرجنتينية. وردّت سفينة حربية أرجنتينية بالمثل إزاء سفينة أمريكية مرخّصة من قبل تشيلي في عام 1877. أدّى هذا الفعل تقريبًا إلى نشوب الحرب في نوفمبر 1878، عندما أرسل الأرجنتينيون أسطولًا من السفن الحربية إلى نهر سانتا كروز. واستجابت البحرية التشيلية بالمثل، وجرى تجنّب الحرب فقط من خلال توقيع معاهدةٍ على عجل. وانشغل اهتمام كل حكومة في السنوات القليلة المقبلة في قضية مختلفة؛ إذ انخرطت الأرجنتين في عملياتٍ عسكرية مُكثّفة ضد السكان الأصليين (1870-1884)، وخاضت تشيلي حرب المحيط الهادئ (Guerra del Pacífico، 1879-1883) ضد بوليفيا والبيرو. مع ذلك، طلبت الدولتان العديد من السفن الحربية: إذ طلبت تشيلي الطرّاد المحمي، اسميرالدا، في حين وقّعت الأرجنتين عقد شراء سفينتين حربيتين، دارعة البطارية المركزية الميرانت براون والطرّادة المحمية باتاغونيا.
في عام 1887، أضافت الحكومة التشيلية 3,129,500 جنيهًا إسترلينيًا إلى ميزانية أسطولها، في الوقت الذي كان أسطولها لا يزال يقتصر على دارعتين بطاريتين مركزيتين عفا عليهما الزمن، وهما ألميرانت كوشرين وبلانكو نكالادا، اللتين يعود تاريخ تصنيعهما إلى سبعينيات القرن التاسع عشر. وأقدموا على طلب سفينة حربية من طراز كابيتان برات، واثنين من الطرادات المحمية، وقاربي طوربيد. وضعت عوارضهم في عام 1890. أسرعت الحكومة الأرجنتينية بالاستجابة من خلال طلب سفينتين حربيتين، إنديبندنثيا وليبرتاد، ليبدأ سباق تسلّحٍ بحري بين البلدين. استمرّ هذا السباق خلال التسعينيات من القرن التاسع عشر، حتى بعد الحرب الأهلية التشيلية التي كلّفت التشيلي الكثير (1891). تناوب البلدان على طلب الطرّادات بين عامي 1890 و1895، لتحقّق كل دولة منهما زيادةً طفيفة في قدرات السفينة السابقة. صعّدت الأرجنتين السباق في يوليو 1895 عند شرائها لطرّاد مدرّع، غاريبالدي، من إيطاليا. ردّت التشيلي عن طريق طلب طرّادها المدرّع أوهايجينز وستة قوارب طوربيد. سرعان ما طلبت الحكومة الأرجنتينية طرّادًا آخر مدرّعًا من شركة الهندسة الإيطالية أنسالدو، وطلبت لاحقًا طرّادين أخريين.
تباطأ السباق لبضع سنوات بعد أن حلّ السفير الأمريكي في الأرجنتين، وليام باين لورد، النزاع على الحدود في منطقة بونا دي أتاكاما في عام 1899 بنجاح، ولكن جرى طلب المزيد من السفن من قبل البلدين في عام 1901. واشترت البحرية الأرجنتينية طرّادين مدرّعين آخرين من إيطاليا، وردّت البحرية التشيلية بطلب بارجتي ما قبل دريدنوت من طراز كونستتيوثيون من أحواض صناعة السفن البريطانية. ردّ الأرجنتينيون بتوقيع خطابات النوايا مع أنسالدو في مايو 1901 لشراء سفينتين حربيتين أكبر.
أزعج النزاع المتنامي أعضاء الحكومة البريطانية، حيث بدت الحرب وكأنها احتمال حقيقي للغاية، وسيؤدي النزاع المسلّح إلى تعطيل المصالح التجارية البريطانية الواسعة في المنطقة. فقد استوردت كل من الأرجنتين والتشيلي سلعًا بريطانية الصنع، بينما استوردت المملكة المتحدة كميات كبيرة من الحبوب الأرجنتينية، ومعظمها تُشحن عبر ريفر بليت، بالإضافة إلى استيراد بريطانيا للنترات التشيلية. توسّطت الحكومة البريطانية في مفاوضات جرت بين البلدين من خلال مبعوثها في تشيلي. تُوّجت هذه المفاوضات بنجاح في 28 مايو 1902 بتوقيع ثلاث اتفاقيات. حدّت الاتفاقية الثالثة من الأسلحة البحرية لكلا البلدين. كلاهما مُنع من الحصول على أي سفنٍ حربية أخرى لمدة خمس سنوات دون تقديم إشعارٍ مسبق قبل ثمانية عشر شهرًا. جرى بيع السفن الحربية قيد الإنشاء إلى المملكة المتحدة واليابان: أصبحت السفن الحربية الخاصة بتشيلي من فئة سويفتشور الأولى، وطرّادات الأرجنتين المدرّعة من فئة كاسوغا الأخيرة. ليس من الواضح ما إذا كان قد حصل طلب السفينتين الحربيتين الأرجنتينيتين المخطّط لهما، ولكن على أي حال أُلغيت الخطط بسرعة. جرى نزع سلاح كابيتان برات وغاريبالدي وبويريدون باستثناء بطارياتها الرئيسية، فلم يكن هناك رافعة قادرة على إزالة أبراج أسلحة الطرّادات.